# Liste der Bodendenkmale in Werneuchen
Die Liste der Bodendenkmale in Werneuchen enthält alle Bodendenkmale der brandenburgischen Stadt Werneuchen und ihrer Ortsteile auf der Grundlage der Landesdenkmalliste vom 31. Dezember 2021.
Die Baudenkmale sind in der Liste der Baudenkmale in Werneuchen aufgeführt.
| Gemarkung                | Flur       | Kurzansprache | Bodendenkmalnummer | Bemerkung | Bild |
| ------------------------ | ---------- | --- | ------------------ | --------- | ---- |
| Blumberg, Seefeld (Lage) | 2, 7, 1    | Einzelfund deutsches Mittelalter, Siedlung römische Kaiserzeit, Siedlung slawisches Mittelalter                           | 40557              |           |      |
| Hirschfelde (Lage)       | 2, 4, 7    | Siedlung römische Kaiserzeit, Dorfkern deutsches Mittelalter, Siedlung Neolithikum, Dorfkern Neuzeit, Siedlung Bronzezeit | 40603              |           |      |
| Krummensee (Lage)        | 1, 2, 3    | Dorfkern Neuzeit, Dorfkern deutsches Mittelalter                                                                          | 40618              |           |      |
| Löhme (Lage)             | 3, 4       | Dorfkern deutsches Mittelalter, Dorfkern Neuzeit, Gräberfeld Eisenzeit                                                    | 40646              |           |      |
| Löhme (Lage)             | 2          | Gräberfeld Bronzezeit | 40647              |           |      |
| Löhme (Lage)             | 3, 4       | Siedlung Neolithikum, Siedlung Urgeschichte                                                                               | 40648              |           |      |
| Löhme, Seefeld (Lage)    | 3, 1, 2, 4 | Siedlung Urgeschichte, Dorfkern deutsches Mittelalter, Dorfkern Neuzeit, Siedlung slawisches Mittelalter                  | 40690              |           |      |
| Löhme, Seefeld (Lage)    | 4, 1       | Siedlung Bronzezeit, Siedlung Steinzeit, Siedlung römische Kaiserzeit                                                     | 40692              |           |      |
| Schönfeld (Lage)         | 3          | Dorfkern deutsches Mittelalter, Dorfkern Neuzeit, Siedlung Urgeschichte                                                   | 40787              |           |      |
| Seefeld (Lage)           | 2, 4       | Siedlung Neolithikum, Siedlung Bronzezeit                                                                                 | 40689              |           |      |
| Seefeld (Lage)           | 1          | Siedlung slawisches Mittelalter, Siedlung Neolithikum                                                                     | 40691              |           |      |
| Seefeld (Lage)           | 1          | Siedlung Bronzezeit | 40693              |           |      |
| Seefeld (Lage)           | 1          | Siedlung Urgeschichte | 40694              |           |      |
| Tiefensee (Lage)         | 1, 2       | Wüstung deutsches Mittelalter, Einzelfund slawisches Mittelalter                                                          | 40492              |           |      |
| Tiefensee (Lage)         | 2, 3       | Siedlung Bronzezeit | 40493              |           |      |
| Weesow (Lage)            | 1          | Siedlung Urgeschichte, Siedlung Steinzeit                                                                                 | 40715              |           |      |
| Weesow (Lage)            | 1, 2       | Dorfkern deutsches Mittelalter, Dorfkern Neuzeit                                                                          | 40716              |           |      |
| Weesow (Lage)            | 1          | Siedlung Eisenzeit | 40717              |           |      |
| Weesow (Lage)            | 2          | Militaria Neuzeit | 40792              |           |      |
| Werneuchen (Lage)        | 10, 4      | Siedlung Bronzezeit, Gräberfeld römische Kaiserzeit, Gräberfeld Eisenzeit                                                 | 40718              |           |      |
| Werneuchen (Lage)        | 10         | Siedlung Bronzezeit | 40719              |           |      |
| Werneuchen (Lage)        | 10, 4      | Siedlung Urgeschichte | 40720              |           |      |
| Werneuchen (Lage)        | 10, 4      | Siedlung Bronzezeit, Siedlung römische Kaiserzeit                                                                         | 40721              |           |      |
| Werneuchen (Lage)        | 2, 4       | Altstadt Neuzeit, Siedlung römische Kaiserzeit, Altstadt deutsches Mittelalter                                            | 40739              |           |      |
| Werneuchen (Lage)        | 10, 4      | Siedlung slawisches Mittelalter                                                                                           | 40774              |           |      |
| Werneuchen (Lage)        | 10         | Siedlung römische Kaiserzeit                                                                                              | 40775              |           |      |
| Willmersdorf (Lage)      | 6          | Einzelfund Neolithikum, Siedlung Eisenzeit                                                                                | 40722              |           |      |
| Willmersdorf (Lage)      | 4, 5, 6    | Dorfkern deutsches Mittelalter, Siedlung Bronzezeit, Dorfkern Neuzeit                                                     | 40723              |           |      |